# Duncan Laurence
Duncan de Moor (n. 11 aprilie 1994, Spijkenisse, Nissewaard⁠(d), Olanda de Sud, Țările de Jos), cunoscut ca Duncan Laurence, este un cântăreț neerlandez, care a câștigat Concursul Muzical Eurovision 2019 din Tel Aviv, Israel, cu piesa Arcade.

## Carieră
Născut în Spijkenisse, Laurence a crescut în Hellevoetsluis. Și-a început cariera muzicală la Academia Rock din Tilburg, fiind membru într-o serie de trupe școlare. A absolvit școala în 2017. A participat la cel de -al cincilea sezon al filmului The Voice of Holland, sub îndrumările cântăreței olandeze Ilse DeLange. Duncan, împreună cu Jihad Rahmouni, au scris piesa "Closer" pe albumul K-pop duo TVXQ din 2018: New Chapter # 1: The Chance of Love. 

### Eurovision
La 18 mai 2019, Duncan Laurence a câștigat Concursul Muzical Eurovision 2019 din Tel Aviv, Israel, cu 492 de puncte de la 41 de jurați internaționali și votul public. Jurații i-au oferit 231 de puncte, în timp ce votul public i-a dat 261 de puncte. El a terminat cu 27 de puncte în fața Italiei și cu 123 de puncte înaintea Rusiei.

## Viață personală
Într-o conferință de presă cu puțin timp înainte de finala Eurovision, Laurence a recunoscut că este bisexual: Sunt mai mult decât un artist, sunt o persoană, sunt o ființă vie, sunt bisexual, sunt muzician. Și sunt mândru că am șansa de a arăta ceea ce sunt, cine sunt.

## Legături externe
- Site web oficial
- Duncan Laurence la Eurovision

| Premii și realizări                             | Premii și realizări                       | Premii și realizări                                  |
| ----------------------------------------------- | ----------------------------------------- | ---------------------------------------------------- |
| Precedat de Waylon cu " Outlaw in 'Em "         | Olanda la Concursul Muzical Eurovision    | Succedat de Jeangu Macrooy cu " Birth Of A New Age " |
| Precedat de Netta Barzilai cu " Toy (melodie) " | Câștigător al concursului Eurovision 2019 | Succedat de Måneskin cu " Zitti e buoni "            |